# Benetton B197
Benetton B197 je Benettonov dirkalnik Formule 1, ki je bil v uporabi v sezoni 1997, ko so z njim dirkali Jean Alesi, Gerhard Berger in Alexander Wurz. Berger je dosegel edino zmago za dirkalnik B197 na Veliki nagradi Nemčije, vsi trije dirkači pa so skupno dosegli še dva najboljša štartna položaja, dva najhitrejša kroga in šest uvrstitev na stopničke. Skupno je to pomenilo tretje mesto v konstruktorskem prvenstvu.

## Popolni rezultati Formule 1
(legenda) (Odebeljene dirke pomenijo najboljši štartni položaj)
| Leto | Moštvo   | Motor       | Gume | Dirkači        | 1   | 2   | 3   | 4   | 5   | 6   | 7   | 8   | 9   | 10  | 11  | 12  | 13  | 14  | 15  | 16  | 17 | Toč | Prv |
| ---- | -------- | ----------- | ---- | -------------- | --- | --- | --- | --- | --- | --- | --- | --- | --- | --- | --- | --- | --- | --- | --- | --- | -- | --- | --- |
| 1997 | Benetton | Renault V10 | G    |                | AVS | BRA | ARG | SMR | MON | ŠPA | KAN | FRA | VB  | NEM | MAD | BEL | ITA | AVT | LUK | JAP | EU | 67  | 3.  |
| 1997 | Benetton | Renault V10 | G    | Jean Alesi     | Ret | 6   | 7   | 5   | Ret | 3   | 2   | 5   | 2   | 6   | 11  | 8   | 2   | Ret | 2   | 5   | 13 | 67  | 3.  |
| 1997 | Benetton | Renault V10 | G    | Gerhard Berger | 4   | 2   | 6   | Ret | 9   | 10  | Inj | Inj | Inj | 1   | 8   | 6   | 7   | 10  | 4   | 8   | 4  | 67  | 3.  |
| 1997 | Benetton | Renault V10 | G    | Alexander Wurz |     |     |     |     |     |     | Ret | Ret | 3   |     |     |     |     |     |     |     |    | 67  | 3.  |